# Казал-Комба
Казал-Комба (порт. Casal Comba; МФА: [kɐ.ˈzaɫ ˈkõ.bɐ]) — парафія в Португалії, у муніципалітеті Меаляда. Розташована в західній частині країни, на теренах історичної португальської провінції Бейра. Входить до складу округу Авейру. За адміністративним поділом, чинним до 1976 року, терени парафії були складовою провінції Берегова Бейра. Належить до Авейрівської діоцезії Католицької церкви. Патрон — Мартин Турський. Площа — 18,8042 км². Населення — 3183 ос. (2011). Середньо урбанізований регіон. Густота населення — 169,27 осіб/км²
. Код — 011103.

## Населення
| Кількість мешканців | Кількість мешканців | Кількість мешканців | Кількість мешканців | Кількість мешканців | Кількість мешканців | Кількість мешканців | Кількість мешканців | Кількість мешканців | Кількість мешканців | Кількість мешканців | Кількість мешканців | Кількість мешканців | Кількість мешканців | Кількість мешканців |
| ------------------- | ------------------- | ------------------- | ------------------- | ------------------- | ------------------- | ------------------- | ------------------- | ------------------- | ------------------- | ------------------- | ------------------- | ------------------- | ------------------- | ------------------- |
| 1864                | 1878                | 1890                | 1900                | 1911                | 1920                | 1930                | 1940                | 1950                | 1960                | 1970                | 1981                | 1991                | 2001                | 2011                |
| 1.466               | 1.795               | 1.968               | 1.870               | 1.988               | 2.120               | 2.354               | 2.781               | 3.135               | 3.254               | 3.071               | 3.166               | 3.124               | 3.298               | 3.183               |